# Pult
Pult (en latín: Pulati) es un antiguo municipio albanés del condado de Shkodër. Se encuentra situado en el norte del país y desde 2015 está constituido como una unidad administrativa del municipio de Shkodër. En 2011, el territorio de la actual unidad administrativa tenía 1529 habitantes.
La unidad administrativa incluye los pueblos de Plan, Xhan, Gjuraj, Kiri, Pog, Mëgullë y Bruçaj.
Comprende un conjunto de asentamientos rurales en la parte alta del valle del río Kir, unos 20 km al noreste de la ciudad de Shkodër.
Desde finales del siglo IX hasta 2005, este valle fue sede de la diócesis católica de Pulati o Pult, que desde 2005 fue fusionada con su arquidiócesis para dar lugar a la actual arquidiócesis de Shkodër-Pult.